# 李弘 (唐朝)
李弘（652年—675年5月25日），字宣慈，唐朝唐高宗李治第五子，唐中宗、唐睿宗的親兄長。母親是武則天，妻子乃裴居道之女裴氏。永徽六年（655年）時，被封為代王；顯慶元年（656年），原本的太子李忠被廢，改立李弘為皇太子。死后追尊义宗，谥號孝敬皇帝。

## 生平
李弘曾經向率更令郭瑜學習春秋左氏傳，當讀到楚世子商臣弒君故事，不禁掩書嘆曰：「圣人垂训，何书此邪？」郭瑜回答他：「孔子作《春秋》，善恶必书，褒善以劝，贬恶以诫，故商臣之罪虽千载犹不得灭。」李弘說：「然所不忍闻，愿读它书。」郭瑜向他拜曰：「『里名勝母，曾子不入。』殿下睿孝天资，黜凶悖之迹，不存视听。臣闻安上治民，莫善于礼，故孔子称‘不学礼，无以立’。请改受《礼》。」李弘接受這個提議。
显庆四年，加元服，又命令許敬宗、許圉師、上官儀、楊思儉等人收集古今文集，選錄出五百篇，編集成《瑤山玉彩》，總章元年（668年），請求追贈顏回為太子少師、曾參為太子少保，高宗同意。
當時在征遼的士兵，如果有逃亡或期限內沒報到的，不但找到後要斬首，家人也要充官。李弘進諫：「士遇病不及期，或被略若溺、压死，而军法不因战亡，则同队悉坐，法家曰亡命，而家属与真亡者同没。《传》曰：‘与杀不辜，宁失不经。’臣请条别其科，无使沦胥。」高宗也同意了這個請求。
咸亨二年（671年），高宗巡幸東都，太子李弘监国。當時遇上大旱，關中鬧起饑荒，於是李弘巡視士兵的糧食，發現有吃榆皮、蓬實的，就私下命家令寺給他們米糧。李弘身體不好，而輔佐他的人是戴至德、張文瓘、蕭德昭等人，因此有些小事都是取決於他們。
當時李弘有兩個異母姊姊，即義陽公主與宣城公主，因母親蕭淑妃以前得罪武則天的關係，她們一直被幽禁在掖庭，年過二十都未出嫁，李弘發現後感到震驚又同情，請求讓兩位姊姊能夠結婚，武后便將義陽公主嫁翊軍權毅、宣城公主嫁潁州刺史王勖，但此事亦令武后不悅，李弘從此失宠。李弘又上書希望將沙苑之地分借給貧窮之人，高宗准許。後來李弘被召到東都。咸亨四年（673年）二月壬午，納裴居道之女裴氏為妃，到了冬十月乙未，又以“皇太子弘纳妃毕，曲赦岐州，大酺三日”。有人表示要用白雁來進行婚禮，竟然剛好就在苑子裡捕獲了，這讓高宗很高興；而裴妃也是個相當有婦德的賢淑女子，裴氏美貌端庄，很讨李弘的欢心，高宗因此常和侍臣說：「弘仁孝，宾礼大臣，未尝有过。」

## 逝世
上元二年（675年），李弘與高宗、武后同赴合璧宮時暴卒。高宗悲痛萬分，將他諡為「孝敬皇帝」，葬於恭陵，並使用皇帝之禮舉辦後事；但因為造陵費用太高，工程浩大，工人們苦不堪言，最後亂丟磚瓦，一哄而散。
有些史學家認為是武后毒殺他，《资治通鉴》等史書留有部分記載。
李弘死于疾病，也是许多文史家在依据大量历史资料进行考证后得出的一个判断。清乾隆年间的学者王昶编纂《金石萃编》，收录《孝敬皇帝睿德纪》。他在跋文中说：“太子的死，是因为多病，而又听说父皇要将皇位传与他，压力过大所致。”在近年来出版的各种武则天传记中，越来越多的学者赞同“病死说”。更有学者指出，由于肺结核患者死前大量吐血，与鸩死者死前吐血相似，所以被“鸩杀说”引为证据。
《新唐书》的记载，据司马光的考证，则完全源于李泌与肃宗的对话及《唐历》，可信度不高。《资治通鉴》202上元二年四月《考异》云：《实录》、《旧传》皆不言弘遇鸩。司马光据此认为“其事难明”只言“时人以为天后鸩之”并不妄下定语。

## 谥号、庙号
- 孝敬皇帝：上元二年去世后得谥。
- 义宗：唐中宗復位後，將他祔於太廟，號為義宗，並追封裴妃為哀皇后。景雲元年（710年），姚崇與宋璟進言表示義宗並不曾即位，不應該與先帝們同列太廟，於是唐睿宗將李弘移到東都祭拜。開元六年（718年），有人表示不該再稱他為義宗，於是從此只用孝敬稱之。

## 家庭

### 王妃
- 裴氏，太子妃，左金吾将军裴居道之女，有妇德，无子，去世后谥为“哀皇后”

### 嗣子
- 李隆基：唐睿宗李旦第三子，唐睿宗永昌（689年）初，武则天便命令楚王李隆基为孝敬皇帝嗣子，但后来李隆基作为睿宗皇子参政乃至被立为皇太子、登基为帝，其孝敬皇帝嗣子的身份实际被淡化。[來源請求][4]

## 相關影視作品
| 飾演演員 | 影視作品                     | 飾演演員 | 影視作品                 |
| 高培钧   | 《一代女皇武则天》（1986年） | 蒋君南   | 《武则天》（1995年）     |
| 刘栋     | 《大明宫词》（2000年）       | 邹元泷   | 《日月凌空》（2008年）   |
| 韩梓轩   | 《唐宫美人天下》（2011年）   | 袁家宝   | 《武則天秘史》（2011年） |
| 康福震   | 《武媚娘传奇》（2014年）     | 李晋逵   | 《薛丁山》（2014年）     |

## 延伸阅读
[在维基数据编辑]
 在维基文库阅读此作者作品
 《舊唐書/卷86》，出自刘昫《舊唐書》
 《新唐書·卷081》，出自《新唐書》